# Balaguppe, Belur
Balaguppe là một làng thuộc tehsil Belur, huyện Hassan, bang Karnataka, Ấn Độ.